# İpek Filiz Yazıcı
İpek Filiz Yazıcı (Istanbul, 6 ottobre 2001) è un'attrice turca.

## Biografia
Nata nel 2001 a Istanbul (Turchia), İpek Filiz Yazıcı proviene da una famiglia originaria di Of, in provincia di Trebisonda. Ha iniziato a formarsi presso la scuola primaria e secondaria di Bakırköy Cumhuriyet e ha continuato gli studi presso la scuola superiore anatolica di Küçükçekmece. Dopo aver conseguito il diploma, ha deciso di proseguire la sua formazione presso il dipartimento di tecnologie della stampa dell'Università di Marmara, dove al termine degli studi ha conseguito la laurea.
Nel 2016 ha fatto la sua prima apparizione sul piccolo schermo con il ruolo di Elif nella serie Babam ve Ailesi. Nel 2017 ha ricoperto il ruolo di Tuğba Ateş nella serie Kayıtdışı ed è apparsa nella serie 7 Yüz. Nel 2018 e nel 2019 ha ottenuto il ruolo di Ceyda nella serie Elimi Bırakma, seguita nel 2020 dal ruolo di Gökçe Karatan nella serie Yeni Hayat. Nel 2020 e nel 2021 è stata scelta per interpretare il ruolo di Işık nella serie originale di Netflix Love 101 (Aşk 101). Nel 2022 ha ricoperto il ruolo di Hazan nella serie Son Nefesime Kadar, quello di Hale Vural nella serie İçimizdeki Ateş e quello di Deniz nel film di Netflix UFO diretto da Onur Bilgetay. Nel 2024 ha recitato nel film Dilemma diretto da Mustafa Kotan.

## Vita privata
Il 22 ottobre 2022 è convolata a nozze con il cantautore e allenatore di tennis Ufuk Beydemir.

## Filmografia

### Cinema
- UFO, regia di Onur Bilgetay (2022)
- Mitat, regia di Süleyman Arda Eminçe (2023)
- Dilemma, regia di Mustafa Kotan (2024)

### Televisione
- Babam ve Ailesi – serie TV, 10 episodi (Kanal D, 2016)
- Kayıtdışı – serie TV, 8 episodi (Fox, 2017)
- 7 Yüz – serie TV, 1 episodio (BluTV, 2017)
- Elimi Bırakma – serie TV, 27 episodi (TRT 1, 2018-2019)
- Yeni Hayat – serie TV, 9 episodi (Kanal D, 2020)
- Love 101 (Aşk 101) – serie TV, 16 episodi (Netflix, 2020-2021)
- Son Nefesime Kadar – serie TV, 5 episodi (Fox, 2022)
- İçimizdeki Ateş – serie TV, 5 episodi (ATV, 2022)

## Doppiatrici italiane
Nelle versioni in italiano dei suoi film e delle sue serie TV, İpek Filiz Yazıcı è stata doppiata da:
- Lucrezia Roma[22] in Love 101[23]